# Arteră plantară medială
Artera plantară medială (artera plantară internă), mult mai mică decât artera plantară laterală, trece înainte de-a lungul părții mediale a piciorului.
La început este situată deasupra abductorului halucelui și apoi între acesta și flexorul digitorum brevis, pe care îl alimentează ambele.
La baza primului os metatarsian, unde are dimensiuni mult mai mici, trece de-a lungul marginii mediale a primului deget de la picioare, anastomozându-se cu prima arteră metatarsiană dorsală.
Ramuri digitale superficiale mici însoțesc ramurile digitale ale nervului plantar medial și se alătură arterelor metatarsiene plantare ale primelor trei spații.

## Ramuri
O ramură superficială care furnizează o arteră digitală plantară către partea medială a degetului 1 și o ramură profundă care ajută la furnizarea de sânge la arterele metatarsiene plantare.

## Imagini suplimentare

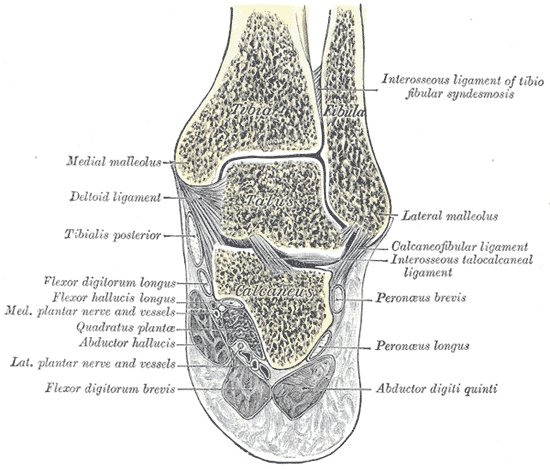
Secțiunea coronară prin articulații talocrurale și talocalcaniene drepte.